# Ludwinów (gmina)
Ludwinów – dawna gmina wiejska istniejąca na przełomie XIX i XX wieku w guberni suwalskiej. Siedzibą władz gminy był Ludwinów (lit. Liudvinavas) (do 1870 odrębna gmina miejska).
Za Królestwa Polskiego gmina Ludwinów należała do powiatu kalwaryjskiego w guberni suwalskiej. 19 maja?/31 maja 1870 do gminy przyłączono pozbawiony praw miejskich Ludwinów; równocześnie od gminy odłączono kilka wsi i przyłączono je do gmin Janów, Raudań i Krasna. 
Po odzyskaniu niepodległości przez Polskę i Litwę powiat kalwaryjski na podstawie umowy suwalskiej wszedł 10 października 1920 w skład Litwy.